# Saeed Jaffrey
Pour les articles homonymes, voir Jaffrey.
Saeed Jaffrey est un acteur anglo-indien né le 8 janvier 1929 à Maler Kotla dans l'État du Pendjab en Inde britannique et mort le 14 novembre 2015  à Londres.

## Filmographie

### Cinéma
- 1961 : The Creation of Woman : le narrateur
- 1971 : Les Cavaliers : le chef du district
- 1975 : Le Vent de la violence : Mukarjee
- 1975 : L'Homme qui voulut être roi : Billy Fish
- 1977 : Les Joueurs d'échecs : Mir Roshan Ali
- 1981 : Sphinx : Selim
- 1981 : Chashme Buddoor : Lalan Mian
- 1982 : Gandhi : Sardar Vallabhbhai Patel
- 1982 : Aagman
- 1983 : Masoom : Suri
- 1983 : Mandi : M. Agarwal
- 1983 : Kissi Se Na Kehna : Lalaji
- 1983 : Ek Din Bahu Ka
- 1984 : Mashaal : Kishorilal
- 1984 : Bhavna : Ram Kishen
- 1984 : Le Fil du rasoir : Raaz
- 1984 : La Route des Indes : Muhammad Hamidullah
- 1985 : Karishma Kudrat Kaa : Lala Dayaluram
- 1985 : My Beautiful Laundrette : Nasser
- 1987 : Partition
- 1987 : Beyond the Next Mountain : le premier ministre
- 1988 Just Ask for Diamond : M. Patel
- 1988 : Les Imposteurs : Hussein
- 1988 : Hero Hiralal : Aziz
- 1989 : Manika, une vie plus tard : le père provincial
- 1990 : Dil : M. Mehra
- 1992 : Nishchaiy : Syryakant Gujral
- 1994 : Yeh Dillagi : Bhanupratap Saigal
- 1995 : Param Vir Chakra : l'officier naval
- 1995 : Guddu : le chanteur de qawwli
- 1995 : Gambler : SP Kulkarni
- 1995 : Trimurti : Bhanu
- 1996 : English Babu Desi Mem : l'avocat Madadgar
- 1997 : Judaai : M. Sahni
- 1997 : The Journey : Ashok
- 1997 : Udaan : M. Sahay
- 1998 : Jab Pyaar Kissi Se Hota Hai : le père de Komal
- 1998 : Achanak : Yashpal Nanda
- 2001 : On Wings of Fire : Jadav Rana
- 2001 : Killing Angel : M. Basmati
- 2002 : Day of the Sirens : Albert Page
- 2003 : Cross My Heart : Subhash
- 2008 Bunker Hill : M. Farook
- 2011 : Everywhere and Nowhere : le père de Zaf

### Télévision
- 1963 : Armstrong Circle Theatre : M. Jacobs (1 épisode)
- 1967 : Z-Cars : Dr Bettley (1 épisode)
- 1967-1969 : The Troubleshooters : Anton Salgado, Sunil Seth et Mohammed Khan (3 épisodes)
- 1972 : Adam Smith : Abbas (3 épisodes)
- 1973 : Poigne de fer et séduction : le bras droit du président (1 épisode)
- 1973 : Prince noir : Rana (1 épisode)
- 1974 : Le soleil se lève à l'est
- 1975-1978 : Play for Today : un marchand, Gurjeet Singh Khera et Rafiq (3 épisodes)
- 1975-1979 : Crown Court : Dr Ramiah et Mohan Sing Sandhu (3 épisodes)
- 1976-1978 : Gangsters : Aslam Rafiq (11 épisodes)
- 1978 : Disney Parade : Patel (1 épisode)
- 1980 : Bizarre, bizarre : Dr Kunzru (1 épisode)
- 1984 : Pavillons lointains : Biju Ram (3 épisodes)
- 1984 : Le Joyau de la couronne : le Nawab de Mirat (3 épisodes)
- 1985-1987 : Tandoori Nights : Jimmy Sharma (12 épisodes)
- 1987 : A Killing on the Exchange : Musquat Singh (3 épisodes)
- 1994 : Kurtuluş : Muhammad Ali Jinnah
- 1994 : Little Napoleons : Vijay Shah (4 épisodes)
- 1994-1997 : Common As Muc : Nat et M. Prabakar (8 épisodes)
- 1999 : Coronation Street : Ravi Desai (4 épisodes)
- 2000 : The Canterbury Tales (1 épisode)
- 2001 : Perfect World : le père de Maggie (1 épisode)
- 2003 : Meurtres à l'anglaise : Akram Malik (1 épisode)
- 2004 : Holby City : Vikas Vidyarthi (1 épisode)
- 2004 : Doctors : Raju Gupta (1 épisode)